# Brachygluta infinita
Brachygluta infinita är en skalbaggsart som först beskrevs av Thomas Casey 1886.  Brachygluta infinita ingår i släktet Brachygluta och familjen kortvingar. Inga underarter finns listade i Catalogue of Life.